# 아르헨티나 여자 배구 국가대표팀

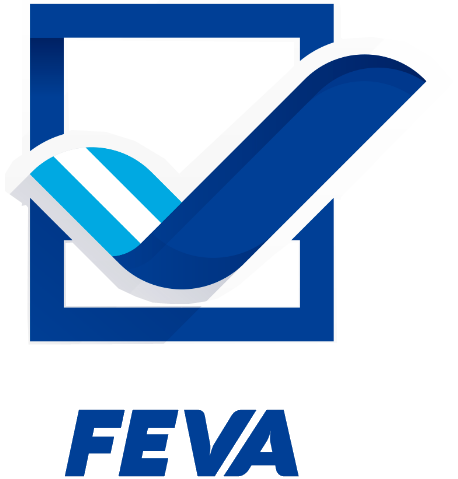

아르헨티나 여자 배구 국가대표팀(스페인어: Selección femenina de voleibol de Argentina)은 아르헨티나를 대표하여 국가대항전에 참가하는 여자 배구 국가대표팀으로 아르헨티나 배구 연맹에 의해 운영된다.

## 역대 성적

### 올림픽
- 2016 - 9위
- 2020 - 11위